# Tabaré Rivero
Tabaré J. Rivero Russo (Montevideo, 15 de enero de 1957) es un poeta, cantante, compositor, escritor, actor y director de teatro uruguayo.

## Biografía
Hijo de Yolanda Russo y del escritor y actor pionero del radioteatro uruguayo Mario Rivero Prevosti, Tabaré Rivero nació en Montevideo en 1957. Es reconocido por haber sido parte de los pioneros del rock uruguayo post dictadura y continuar ininterrumpidamente en actividad. 
Forma a comienzos de 1985 La Tabaré Riverock Banda (más tarde renombrada como La Tabaré Banda), con la que se presenta habitualmente en los escenarios de Uruguay, así como de Argentina y esporadicamente España y Brasil. Con dicha banda lleva editados en total quince trabajos discográficos y llevó a la escena seis obras teatrales (operetas) de su autoría. Es autor además de tres libros.
Con la compañía teatral de su padre recorrió todo el país, desde su primera infancia hasta 1979, actuando en los 19 departamentos, en todas las capitales, pueblos y parajes. Luego con su banda siguió recorriendo todos los puntos del país lo que lo hace autodenominarse un "bicho de carretera".
Se casó dos veces. Con la actriz Mariana Cardozo, con quien tuvo a su hijo Matías y con Lourdes Ferrari (con quien comparte su vida desde 1996), profesora de Filosofía y Psicóloga, quien además participó en varias actuaciones, videos, operetas y grabaciones de La Tabaré Banda. Con ella tuvo a su hijo Camilo.
Cursó la escuela y los dos primeros años de liceo en la educación pública y de tercero a sexto en el Liceo Secco Illa, en Colonia Nicolich (Canelones).
Fue criado y alentado en el plano artístico, así como en lo humano y espiritual, por su tía Ana "Chiquita" Russo. 
Siempre vivió en los barrios Cordón Sur, Sur y Palermo, en Montevideo.
Ha sido nominado y premiado tanto por su música, como así también por sus participaciones en teatro a lo largo de su trayectoria.
- 1974-78 - Integra la Compañía de Arte Nativo de Mario Rivero, actuando en: "Martín Aquino", "La pulpería del diablo", Hijo'e tigre, bicho overo", "Pueblera pa' ser arisca", etc.

- 1975-82 - Forma (esporádicamente) parte de los grupos de música: Euterpe (y anteriormente Pro-Art)

- 1983 - Egresa de la E.M.A.D. (Escuela Multidisciplinaria de Arte Dramático Margarita Xirgu)

- 1983-84 - Miembro fundador del grupo callejero: "Teatro Sincueva".

- 1984 - Egresa de la Escuela de Arte Dramático del Teatro Circular de Montevideo.

- 1984-87 - Miembro del elenco estable del Teatro Circular de Montevideo.

- 1985 - Funda La Tabaré Banda.

- 1995 - Egresa como Instructor de Hata Yoga, de la Escuela Darma-Char.

- 2007 - Integra el grupo Los Kafkarudos, junto a Eduardo Darnauchans, Gastón Ciarlo, Walter Bordoni y Alejandro Ferradás

- 2017 - Recibe el Premio Morosoli, en la categoría "Música".

- 2018-19 - Integra el grupo Los Bestias, junto a Andrés Burghi y Alejandro Ferradás

- COMO ACTOR O DIRECTOR (Principales representaciones):

- 1974-79 - Integrante de la "Compañía de Arte Nativo de Mario Rivero", realizando infinidad de capítulos radioteatrales y funciones teatrales en todo el interior del país.

- 1979 - "La farándula del Siglo XVI". De autores varios del siglo XVI.  Dir: Juan Jones. Teatro de la Univerisad.

- 1982 - "Los Persas". De Esquilo. Dir: Santiago Introini. Teatro Circular de Montevideo.

- 1985-88 - Integra el elenco estable del Teatro Circular de Montevideo.

- 1986 - "Las raíces". De Milton Schinca. Dir: Santiago Introini. Teatro Circular de Montevideo

- 1988 - "All that tango". De y Dir: A. Ahunchain. Teatro del Anglo.

- 1990 y 1991 - "La ópera de la mala leche". Como autor, actor, director y músico. Teatro Circular de Montevideo

- 1992 - "¿Qué-te-comics-te?". Como autor, actor, director y músico. Teatro Circular de Montevideo

- 1993 "Dandin".  De Moliere. Dir: Luis Cerminara. Comedia Nacional

- 1995 - "Asesinato a un presidente uruguayo". Casa del Teatro- De y Dir: Alberto Restuccia.

- 1997 - El chevrolé, film firigido por Leo Ricagni.

- 1997 - "Baal". De Bertold Bretch. Teatro Alianza. Dir.: Erenesto. Clavijo

- 1998-1999 - "Putrefashion". Como Autor, Actor, Director y Músico. Teatro El Galpón y Teatro Puerto Luna

- 1999-2000 - "GreeK". De S. Berkoff. Instituto Italiano de Cultura y Teatro del Notariado. Dir: A. Goldstein- Nominado para el Premio Florencio como "mejor actor" por "Greek". Obra ganadora del Florencio al ‘Mejor Espectáculo’ (elegido por el público).

- 2001 - "Los muertos". Dirección sobre versión propia, de la obra de Florencio Sánchez. Elenco del Teatro Circular. Nominado para los Premios ITI (Mejor Obra de Autor Uruguayo) Teatro Circular de Montevideo

- 2005–2006 - “Uz, El Pueblo”. De y Dir.: Gabriel Calderón. Teatro Circular de Montevideo

- 2006 - "Sinphonetta Inphinita (Zooledades)". Como autor, director y músico. Sala Zitarrosa

- 2007-2008 - “I love Clint Eastwood”. De: M. A. Morillo.  Teatro del Centro y Teatro El Galpón- Dir.: A. Goldstein-

- 2008 - “Vian de Vian”, de: Boris Vian. Como actor y músico. Teatro Circular. Adapt. y Dir: Alfredo Goldstein.

- 2009 - "La Micción", como Director, Autor, Compositor, y Actor. Teatro Solís, Elenco de la Comedia Nacional Teatro Solís-  Obra ganadora del premio Florencio, en la categoría Comedia Musical. Nominado al mismo Premio Florencio como director, por la misma obra.

- 2014 - "Dandy" de: Horacio Ferrer y Alberto Magnone. Sala Adela Reta, SODRE. Dir: Fernando Toja.

- 2014-2015 - "Odio oírlos comer". De y Dir.: Federico Guerra. Teatro El Galpón.

- 2021 - "La Euforia de los Derrotados". Coautor junto a Federico Guerra y como Compositor y Director. Comedia Nacional. Banda Sinfónica. Teatro Solís. Obra ganadora del Premio Florencio, en la categoría Comedia Musical.

- COMO DOCENTE:

- 1991 - De Integración Corporal, en una escuela de Teatro privada ("Teatrock"), junto a Franklin Rodríguez.

- 1992 a 2015 - De Teatro, en los CCZ (12, 9, 7,  2, etc.) de la IMM.

- 1996 al 2010 - Como Instructor de Yoga, en los CCZ (12, 7 y 2) de la IMM.

- 2000 al 2014 - De Teatro, en la Universidad ORT.

- 2005 a 2009 - Como Instructor de Yoga, en la Escuela de Teatro IAM

## Discografía

### Con La Tabaré
- Discografía de La Tabaré

SIENDO AUTOR EN TEXTOS, MÚSICAS Y POEMAS, DE LA MAYORÍA DE LAS CANCIONES)
- 1987- Sigue siendo rocanrol (Orfeo, EMI, Bizarro Records)

- 1989 - Rocanrol del arrabal (Orfeo, EMI, Bizarro Records)

- 1992 - Placeres del sado-musiquismo (Ayuí-Tacuabé)

- 1994 - Apunten... ¡fuego!! (Ayuí-Tacuabé)

- 1997 - Yoganarquía (Ayuí-Tacuabé)

- 1999 - Que te recontra (DBD - Ayuí-Tacuabé)

- 2002 - Sopita de gansos (Ayuí-Tacuabé)

- 2003 - Archivoteca (de rescatacánticos y poemazacotes) (Ayuí-Tacuabé)

- 2004 - 18 años vivos (Ayuí-Tacuabé) (ZAF Records -Argentina)

- 2006 - Chapa, pintura, lifting (Bizarro Records)

- 2008 - Cabarute (Bizarro Records)

- 2010 - Colección histórica -CD doble- (Bizarro Records)

- 2014 - Que revienten los artistas (Bizarro Records)

- 2015 - Alineación y balanceo (Plaza Independencia - Bizarro Records) (Solo edic. Argentina)

- 2017 - Blues de los esclavos de ahora (Bizarro Records)

- 2023 - Urutopías (Bizarro Records)

### Otros
- 1976 - Compositor de canciones de “Cachinés. . .” Sello (Macondo)- (Disco LP. Cuento y canciones para niños, de Mario A.Rivero)

- 1996 - Autor del libro: "10 años de éxito al dope". Editorial Yoea-Aimara

- 2002 - Dos pelados dos (junto a Gustavo Cordera) (No oficial).

- 2004 - Autor del poemario: “Caso en Dispax”. Editorial Artefato

- 2007 - "Volumen II" (Los Kafkarudos)  (2007). Bizarro Records

- 2009 - Autor de “La juventud uruguaya sonríe y canta”, cuento breve incluido en el libro “Las palabras que llegaron: distintas voces contra la impunidad”.

- 2010 - Autor de “La micción”, incluido en el libro “Escritores para la Escena” de la Comedia Nacional

- 2011 - Coautor de “La culpa es mía”, junto con el escritor Federico Ivanier.

- 2013 - En el film de animación “Anina” de Alfredo Soderguit, se hace referencia un par de veces a la canción de La Tabaré, "Sigue siendo rocanrol".

- 2017 - Autor del libro “Texticulario” Editorial Perro Andaluz.

- 2024 - Autor de la novela gráfica “Urutopías”, junto al guionista y dibujante Nicolás Peruzzo. Editorial Ninfa.

## Filmografía
- 1993 - “Sabotaje”. (Video-Home. Ayuí-Tacuabé) Dir: A. Echevarría.

- 1994 - "El regreso del Curro Jiménez (Cuerda de presos)" dir: B.Rabal (Nominado como Actor, al premio Iris)

- 1997 - "El Chevrolé" dir: L.Recagni.

- 2008 - “Rocanrol y después” (Film- DVD - Perro Andaluz, 2017). Dir: M.Viñoles y S.Tononi.

- 2009 - “Historia de la Música Popular Uruguaya” –Entrevistas en capítulos para TV- Dir. J.Pellicer

- 2012 - “Ni estrellas, ni fugaces” (DVD - Bizarro Records). Dir: H. Rodríguez.

- 2013 - “Avistamientos” (DVD - Bizarro Records). Dir: G. Castelli.

## Televisión
- 1968 - "Las Aventuras de Tito Tormenta". - Teleteatro infantil - Prod: Canal 12.

- 2000 - "El año del dragón" - Teleserie - Prod. Canal 4.-

- 2021 - "Metro de Montevideo" - Teleserie - Dir. Marco Caltieri-

## Operetas
- 1990 - "La Ópera de la Mala Leche"
- 1992 - "¿Qué-te-comics-te?"
- 1997 - "Putrefashion"
- 2006 - "Sinphonetta Inphinitta (Zooledades)"
- 2009 - "La Micción"
- 2021 - "La euforia de los derrotados"